# Pierre François Héard du Taillis
Pierre François Héard du Taillis est un homme politique français né le 2 avril 1748 à Saintes (Saintonge) et mort le 5 décembre 1814 à Chaniers (Charente-Inférieure).

## Biographie
Pierre François Héard du Taillis est le fils de de Michel Héard, doyen de l'ordre des avocats de Saintes, échevin de Saintes, et Marie Mareschal. Il épouse Elisabeth Biétry, fille d'Isaac Biétry, sieur du fief de La Touche, notaire, et de Marie Péraud.
Avocat au présidial de Saintes, il devient accusateur public au tribunal de district puis au tribunal criminel du département en 1791. Il est élu député de la Charente-Inférieure au Conseil des Cinq-Cents le 25 germinal an VII. Il est nommé juge au tribunal d'appel de Poitiers de 1800 à 1811.

## Sources
- « Pierre François Héard du Taillis », dans Adolphe Robert et Gaston Cougny, Dictionnaire des parlementaires français, Edgar Bourloton, 1889-1891 [détail de l’édition]